# 川口邦雄
川口 邦雄（かわぐち くにお、1932年4月15日 - ）は、日本の山岳写真家。

## 略歴
東京府東京市（現東京都大田区）出身。1951年東京都立京橋化学高等学校卒。小学生の頃より昆虫採集や植物採集などを通じて自然と親しむ。登山は高校卒業後、同窓生を中心に山岳会を結成。1950年代より作家としてカメラ誌、山岳誌に山岳写真を発表、1964年、写真家として独立。1967年4月、日本山岳写真集団を、初のプロ写真作家集団として結成。参加作家は、三宅修(代表)、白簱史朗、山下喜一郎、小森康行、内田良平、横山宏、竹之原陽一郎、大塚大、川口の9名。日本山岳写真協会理事長。

## 著書
- 『アルプスの読本 雲ノ平・黒部・薬師』朋文堂 (ケルン新書)1965
- 『スキー入門』二見書房 1967
- 『山よお前は美しすぎる 川口邦雄写真集』矢来書院 1973
- 『山の生活手帳』イラストレーション: 西山武郎 山と溪谷社 1975
- 『山の道具手帳』イラストレーション: 西島武郎 山と溪谷社 1976
- 『"実戦"山岳写真 撮影技法のワンポイントコーチ』東京新聞出版局 1977
- 『山のアイデア手帳』山と溪谷社 1978
- 『スキー生活手帳』岸佳孝 絵 山と溪谷社 1978
- 『山みちで花に逢う日は 川口邦雄画文集』矢来書院 1978
- 『"自分の山歩き"入門 あなたを変える108項』青春出版社(プレイブックス)　1979
- 『八ガ岳』実業之日本社(ブルーガイドブックス) 1979
- 『これからはじめる自然写真 ネイチュアー・フォト入門』現代評論社(いるかブック)　1981
- 『トレッキング・ガイド 楽しみ方と国内ベスト25コース』日本交通公社出版事業局 (交通公社のガイドシリーズ)　1981
- 『アウトドアフォトマニュアル ワンツーステップ』朝日ソノラマ (カメラスクール)1982
- 『アウトドアの知恵読本 快適フィールド技術&発想法』ライオン社 (スカットbooks)1982
- 『山岳・風景写真の技法』共立出版(共立フォトグラフィックシリーズ) 1982
- 『山歩きの楽しみ』1983 講談社現代新書
- 『日本の山100』1984 (講談社現代新書)
- 『カメラの山旅 山の写真とカメラハイク12カ月』実業之日本社 1986
- 『美嶺立山 川口邦雄写真集』グラフィック社 1986
- 『南極 氷河・ペンギン・アザラシの楽園 川口邦雄写真集』アイピーシー 1989
- 『天気をよむ・地形をよむ スキーヤー/登山家/山岳・自然写真家のために 地球と友だちになろう』千早書房 1990
- 『氷雪圏の王国 Geopoesie 川口邦雄写真集』文一総合出版 1992
- 『地球100自然 川口邦雄写真集』日本写真企画 (日本フォトコンテスト別冊)1996
- 『自然派写真読本』実業之日本社 1999
- 『週末山歩きをとことん満喫する本 つい仲間に教えたくなる96項』青春出版社 (プレイブックス)1999
- 『山歩きの楽しみ 思索したスケッチブック』青春出版社 (青春文庫)1999
- 『超峯繚乱 川口邦雄写真集』日本カメラ社 2012
- 『山よお前は美しすぎる 川口邦雄写真集 第二界』日本カメラ社 2014
- 『光・山・憧憬 川口邦雄写真文集』日本カメラ社 2017